# Prêmio da Música Brasileira para Melhor Intérprete de Pop/Rock
O Prêmio da Música Brasileira para Melhor Intérprete de Pop/Rock é concedido anualmente desde 2023 pela tradicional premiação musical. A categoria "Intérprete" substituiu as categorias "Cantor" e "Cantora", permitindo a inclusão de pessoas não-binárias.  Essa categoria foi criada para tornar a premiação mais inclusiva e representativa.

## Vencedores e indicados

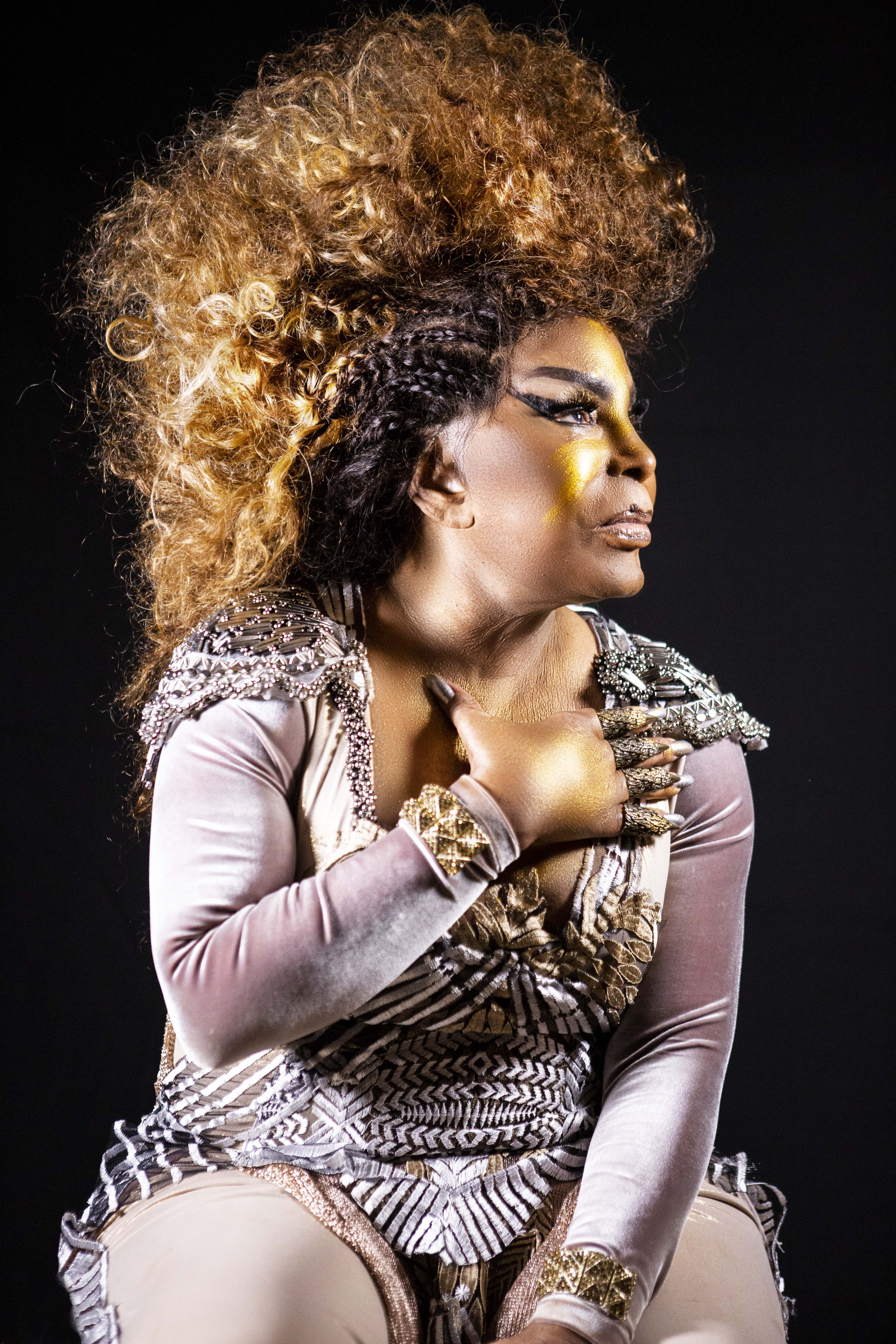
Vencedor inaugural, Elza Soares

| Ano  | Vencedor(a)  | Indicados                                                          | Ref.  |
| ---- | ------------ | ------------------------------------------------------------------ | ----- |
| 2023 | Elza Soares  | - Chico César - Erasmo Carlos - Tom Zé - Tulipa Ruiz               | [ 2 ] |
| 2024 | Marisa Monte | - Alice Caymmi - Ana Frango Elétrico - Filipe Catto - Zeca Baleiro | [ 3 ] |